# NGC 5746
NGC 5746 (другие обозначения — UGC 9499, MCG 0-38-5, ZWG 20.12, KCPG 434B, IRAS14424+0209, PGC 52665) — спиральная галактика с перемычкой (SBb) в созвездии Дева.
NGC 5746 — массивная галактика, находящаяся на расстоянии около 100 миллионов световых лет от Земли.
11 апреля 2003 г. космический телескоп «Чандра» обнаружил в рентгеновском диапазоне у этой галактики большое гало, простирающееся более чем на 60 тыс. световых лет по обе стороны от диска галактики.
NGC 5746 не показывает признаков необычных формирований звёзд, или активную деятельность ядра, что делает маловероятным то, что горячий гало формируется за счёт газа, вытекающего из галактики. Компьютерное моделирование, подтверждённое данными «Чандра», показывает, что происхождение горячего гало вероятно связано с постепенным притоком межгалактического газа, оставшегося со времени формирования галактики.
NGC 5746 объект входит в число перечисленных в оригинальной редакции «Нового общего каталога».
В галактике вспыхнула сверхновая SN 1983P типа I. Её пиковая видимая звёздная величина составила 13.